# Orquestra Sinfônica de Yale
A Orquestra Sinfônica de Yale é uma orquestra sinfônica americana da Universidade de Yale, sendo um dos melhores grupos musicais da universidade. Apresenta-se no Woolsey Hall e realiza turnês internacionais e domésticas. O atual Diretor Musical é Toshiyuki Shimada.

## História
A Orquestra Sinfônica de Yale foi fundada em 1965 por um pequeno grupo de estudantes da Universidade de Yale, que sentiram a necessidade de ter um conjunto para performances de repertório orquestral. Foi fundada como Orquestra de Música de Câmara da Universidade da Faculdade Calhoun, quando três dos seus membros (Paul Gacek, William Krinsky e John Baron) decidiram expandir a orquestra para ter a oportunidade de apresentar obras orquestrais em larga escala.
Inicialmente foi conhecida como Sociedade Sinfônica de Yale. Foi originalmente composta por graduados e não-graduados da Escola de Música de Yale. A partir de 1967 o campus começou a se referir a ela como Orquestra Sinfônica de Yale e teve Richmond Browne como o primeiro Maestro Residente.
No ano seguinte a orquestra começou a ser formada por universitários e o estudante John Mauceri sucedeu Browne como Maestro Residente, no outono de 1968. Mauceri ajudou a expandir a popularidade da orquestra pelo campus.

## Atualmente
Os atuais membros da orquestra são universitários que ensaiam duas vezes na semana, durante duas horas e meia, no Woolsey Hall. A orquestra apresenta cinco concertos regulares por temporada, com um programa variando de obras do período clássico ao contemporâneo.

## Maestros
- Richmond Browne (1967–1968)
- John Mauceri (1968–1974)
- C. William Harwood (1974–1977)
- Robert Kapilow (1977–1983)
- Leif Bjaland (1983–1986)
- Alasdair Neale (1986–1989)
- David Stern (1989–1990)
- James Ross (1990–1994)
- James Sinclair (1994–1995)
- Shinik Hahm (1995–2004)
- George Rothman (2004–2005)
- Toshiyuki Shimada (2005–presente)

## Premières
Durante sua história, a orquestra apresentou algumas premières:
- Mass de Leonard Bernstein em 1973, première europeia
- Three Places in New England de Charles Ives
- Khamma de Claude Debussy, première estadunidense
- The Building of the House de Benjamin Britten, première na Costa Leste

## Notáveis Alunos e Solistas
Notáveis homens e mulheres passaram pela Orquestra Sinfônica de Yale.

### Alunos
- Marin Alsop, maestro. Diretor Musical da Orquestra Sinfônica de Baltimore
- Sharon Yamada, violinista. Spalla da Filarmônica de Nova Iorque
- Haldan Martinson, violinista. Orquestra Sinfônica de Boston
- Gregory Koeller, baixista. Orquestra Pops de Boston
- Owen Young, violoncelista. Orquestra Sinfônica de Boston
- David Howard, clarinestista, Filarmônica de Los Angeles
- Miles Hoffman, violinista. Rádio Pública Nacional
- William Bennett, oboísta. Principal oboé da Orquestra Sinfônica de São Francisco
- Miriam Harman, violista. Principal viola da Filarmônica de Israel

### Solistas
- Yo-Yo Ma, violoncelista
- Frederica von Stade, mezzo-soprano
- Emanuel Ax, pianista
- David Shifrin, clarinetista
- Dawn Upshaw, soprano